# کلوچکوف
کلوچکوف (به لاتین: Klochkov) یک منطقهٔ مسکونی در روسیه است که در استان آستراخان واقع شده‌است.